# Huauchinango
Huauchinango est une ville de l’État de Puebla au centre du Mexique.
Sa population était de 58 957 habitants en 2020.